# 1399
- Wikisource

| Calendário gregoriano                                                        | 1399 MCCCXCIX                                         |
| Ab urbe condita                                                              | 2152                                                  |
| Calendário arménio                                                           | 848 – 849                                             |
| Calendário bahá'í                                                            | -445 – -444                                           |
| Calendário budista                                                           | 1943                                                  |
| Calendário chinês                                                            | 4095 – 4096 Início a 6 de fevereiro (aproximadamente) |
| Calendário copta                                                             | 1115 – 1116                                           |
| Calendário etíope                                                            | 1391 – 1392                                           |
| Calendários hindus - Vikram Samvat - Calendário nacional indiano - Cáli Iuga | 1454 – 1455 1320 – 1321 4499 – 4500                   |
| Calendário Holoceno                                                          | 11399                                                 |
| Calendário islâmico                                                          | 801 – 802                                             |
| Calendário judaico                                                           | 5159 – 5160                                           |
| Calendário persa                                                             | 777 – 778                                             |
| Calendário rúnico                                                            | 1649                                                  |
| Calendário solar tailandês                                                   | 1942                                                  |

1399 (MCCCXCIX, na numeração romana) foi um ano comum do século XIV do Calendário Juliano, da Era de Cristo, e a sua letra dominical foi E (52 semanas), teve início a uma quarta-feira, terminou também a uma quarta-feira.
No reino de Portugal estava ainda em vigor a Era de César que já contava 1437 anos.
| Ano completo                        |
| ----------------------------------- |
| Ano comum com início à quarta-feira |

## Eventos
- 30 de Setembro - Henrique Bolingbroke invade Inglaterra, num golpe contra o primo Ricardo II.
- 13 de Outubro - Coroação de Henrique IV de Inglaterra; fim do reinado de Ricardo II, que é exilado e assassinado no ano seguinte.[1]
- Vytautas da Lituânia é vencido na Batalha do rio Vorskla por Edigu e Temur Qutlug, comandantes da Horda de Ouro.

## Mortes
- 3 de Fevereiro - João de Gant, Duque de Lancaster.